# Ivo Ćurak
Ivo Ćurak (Nova Bila, Travnik, 2. veljače 1949. − Omiš, 4. listopada 2007.), hrvatski pjesnik, putopisac, esejist. 
Pučku školu završio u Novoj Biloj, maturirao na Franjevačkoj klasičnoj gimnaziji u Visokom. Nakon studija na Franjevačkoj teologiji u Sarajevu, diplomirao na Bogoslovnom fakultetu u Zagrebu.

## Djela
Cvjetanje neba (pjesme, 1998.), Pomiri pa vladaj (članci, kritike, putopisi, 1998.), Dnevnik iz Indije (1999.), Iza zatvorenog prozora (pjesme, 2000.), Pročitana knjiga (zbirka odabranih navoda, 2003.), Zeleno svjetlo (pjesme, 2005.).